# Blueberry (film)
Blueberry è un film western horror del 2004 diretto da Jan Kounen. Il fillm è tratto dal fumetto omonimo.

## Trama
Mike Blueberry, sceriffo di Palamito, viene iniziato dai pellerossa e cerca di mantenere il difficile equilibrio tra le due civiltà. L'arrivo in città del killer Wally Blount, alla ricerca di un misterioso tesoro indiano, porta violenza e brutalità nella contea. Blueberry scopre che Blount era lo stesso individuo incontrato anni prima e che non era riuscito a uccidere, ferendo a morte invece la prostituta con cui il protagonista aveva una relazione "particolare". Grazie all'aiuto di Runi, il fratello sciamano che lo ha iniziato alla religione dei pellerossa, riuscirà a sconfiggere Blount ma dovrà affrontare anche i suoi demoni interiori, che si materializzeranno nella mente del protagonista dopo un viaggio psichedelico con l'ayahuasca.

## Produzione
La storia raccontata dal film è stata scritta appositamente da Jean Giraud e Jean-Michel Charlier. Il regista Jan Kounen (già autore di Dobermann) con il materiale di scarto (quasi tre ore di girato) ha realizzato un documentario sugli effetti psicotropi del peyote.